# Susana (película de 1969)
Susana es una película española de comedia estrenada en 1969, dirigida por Mariano Ozores y protagonizada en los papeles principales por Concha Velasco y Juanjo Menéndez.

## Argumento
Susana, empleada en el departamento de investigación de mercados en una gran empresa, es abandonada por su novio al pie del altar. Al reincorporarse a su trabajo, el director le envía a realizar una encuesta a una zona del sur de España, donde sus productos han dejado prácticamente de venderse. Llega a Villamar, donde las mujeres son reacias a contestar las preguntas de Susana, especialmente aquellas que tocan sus relaciones matrimoniales. Por esto, pide colaboración a las autoridades del pueblo. Así, se entera de que las mujeres no encuentran ningún incentivo para comprar nada, ya que los hombres, que antes salían a pescar a pocas millas, durmiendo en sus hogares, trabajan ahora en una flotilla de frigoríficos a muchos kilómetros de su hogar, y por ello permanecen a veces más de seis meses alejados. Susana, resentida aún contra los hombres, da a las mujeres unas lecciones de convivencia conyugal para que los hombres prefieran volver al tipo de pesca que antiguamente practicaban. La llegada de los hombres, sorprendidos ante la actitud arisca de las mujeres, hace que quieran vengar su enojo en Susana. Finalmente, las mujeres reconocerán que el amor no puede ser irreductible, los hombres cederán en su criterio egoísta y para Susana se abrirá un horizonte de amor que ella creía perdido.

## Reparto
- Concha Velasco como Susana.
- Juanjo Menéndez como Mario.
- Ángel Aranda como Pepe.
- Florinda Chico como Damiana.
- Roberto Camardiel como Emilio.
- Paca Gabaldón como Alicia.
- Antonio Ozores como Fidel.
- Rafaela Aparicio como María.
- Manuel Zarzo como Paco.
- Perla Cristal como Julia.
- José Sacristán como Pedro.
- Fernanda Hurtado como Inés.
- Mary Begoña como Jacinta.
- Rogelio Madrid como Novio de Pili.
- Goyo Lebrero como Antonio.
- Paloma Cela como 	Novia de Ricardo.
- Tomás Blanco como Don Adolfo.
- Maribel Sáez como Pili.
- Beni Deus como Tabernero.
- Paquita Torres como Rosa.
- Emilio Laguna como Ambulanciero.